# Bitevní letoun

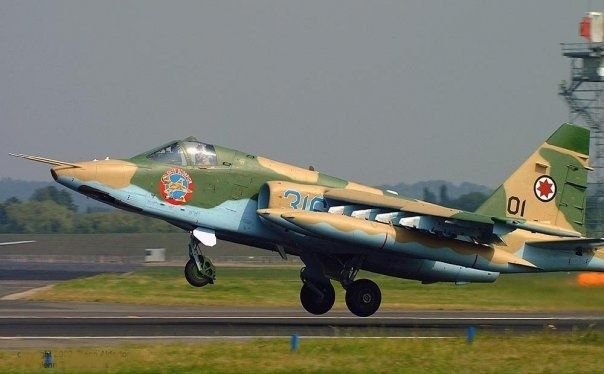
Su-25

Bitevní letoun je vojenský letoun, který je určený k přímé podpoře pozemních vojsk (CAS, close air support) jako je pěchota, tanky a další bojová vozidla. Jejich použití je spíš taktické než strategické; operují spíš v popředí bitev než proti cílům hluboko v nepřátelském území. Pro bitevní letouny se používá více názvů, např. útočný letoun. Brzy po svém vzniku byly mezi letadla pro přímou podporu zařazeny i bitevní vrtulníky.

## Historie

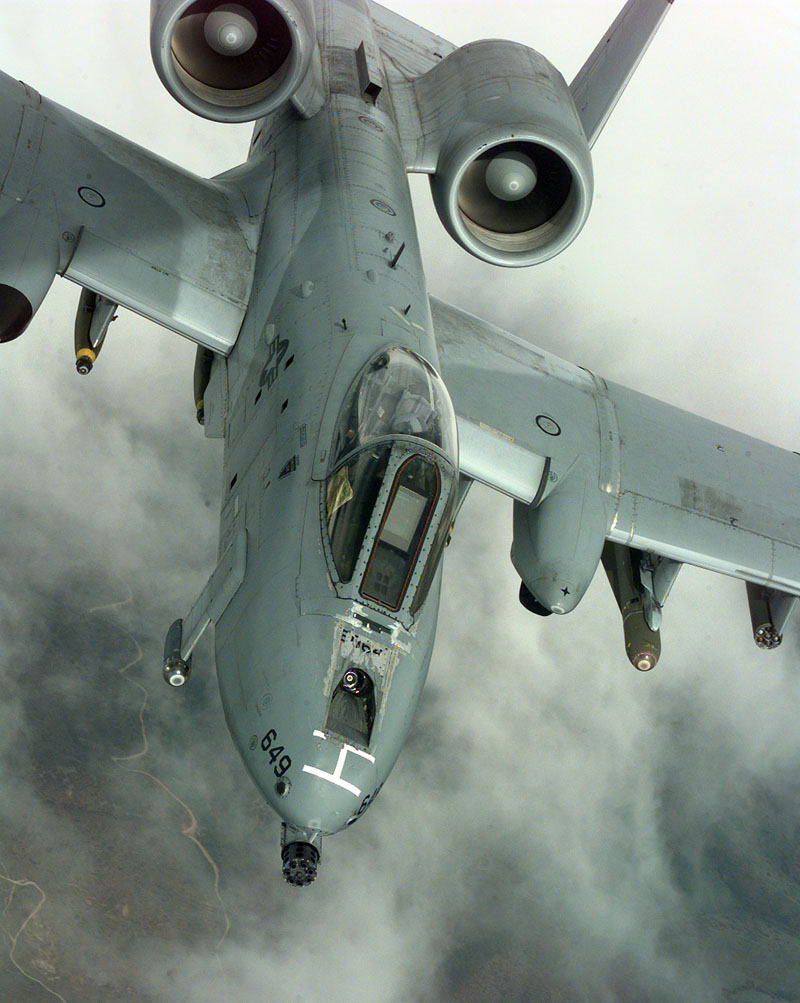
A-10A Thunderbolt II

Ačkoli první pokusy o podporu vlastních vojsk proběhly už za 1. světové války, kdy piloti házeli na pěchotu v zákopech ocelové šipky, granáty a brzy dokonce i první bomby, skutečná letadla pro CAS začala vznikat až za 2. světové války – do té doby jednak nebyla potřeba, protože jejich úkoly zastaly bombardéry a jednak nebyly prvoválečné stroje schopny nést dostatečný bojový náklad a měly též velmi malou odolnost proti poškození. Během druhé světové války vznikla akutní potřeba zastavit útočící nacistické tankové svazy ze vzduchu, ještě než se dostanou k vlastním pozemním jednotkám.
Západní CAS letouny vznikaly většinou přeřazením stíhacích letadel, která už svými výkony nestačila na nepřítele, k pozemním úkolům – tento osud potkal např. Curtiss P-40 Tomahawk, který se široce využíval v Africe nebo později A-36, verze P-51 Mustang, používaná USAAF k úkolům přímé podpory nebo Hawker Typhoon.
Ke konci války, když už měli spojenci víceméně vydobytou vzdušnou nadvládu, se začaly k CAS úkolům používat i normální stíhačky jako Spitfire nebo Hurricane – prostě se pod ně podvěsily bomby.
V SSSR byla situace odlišná – Stalin počítal s budoucí válkou proti Německu a proto potřeboval značný počet ničitelů tanků. Díky tomu vznikly slavné útočné stroje Šturmovik, které byly tak těžce pancéřované, že němečtí piloti hlásili, že se kulky z jejich kanonů od letounů odrážejí, ale na CAS mise se používala skoro všechna letadla – i pod stíhací Jaky se podvěšovaly velkorážní kanony, které sice měly vysokou účinnost na cíl, ale podstatně zhoršovaly letové vlastnosti.
Nacistické Německo bylo ke konci války v podstatně horší situaci a tak zvolilo přesně opačný postup než spojenci – upravilo své nejlepší stíhačky, Fw 190 na verzi Fw 190F pro CAS úkoly.
Po skončení druhé světové války vývoj trochu ustrnul – Sovětský svaz používal stále své spolehlivé stroje z doby 2. svět. války a spojenci pokračovali v tradici přeřazování horších stíhaček na CAS úkoly (F-84).
Během války v Koreji se na západě stále držela tradice, na straně Severní Koreje pak docházelo i k využívání MiG-15 pro CAS účely.
Sověti neměli moc velkou potřebu stavět letouny pro CAS, protože byli schopni jednak zajistit si početní převahu a jednak spoléhali na svoje tanky. Pro CAS mise využívali rychlé nadzvukové Suchoj Su-7, což byly ovšem spíše taktické bombardéry než bitevní stroje.
Spojené státy americké hledaly v 50. letech způsob, jak zastavit případné útočící sovětské tankové svazy.
Byl tedy vyhlášen konkurz na podzvukový bitevní letoun využívající nově zkonstruovaný 30mm kanón.
Tento konkurz vyhrál Fairchild A-10 Thunderbolt II, jehož konstruktéři se očividně inspirovali druhoválečným Il-2 a postavili těžce pancéřovaný letoun, určený pro lety v nízké výšce a s využitím principů redundance a stínění důležitých systémů těmi méně důležitými.
Rusové pak na tento letoun a na novou generaci západních tanků zareagovali taktéž podzvukovým letounem Su-25, což byl ekvivalent A-10 – těžce pancéřovaný stroj, vybavený 30mm kanónem a 10 závěsníky pod křídlem. Oproti A-10 je Su-25 rychlejší, obratnější, odolnější a schopný létat z nezpevněných ploch, nemá však tak dokonalou avioniku.
Oba letouny (A-10 i Su-25) se velice dobře osvědčily v několika konfliktech, kdy přežily neuvěřitelná poškození a mnohdy se vrátily na základnu s jedním motorem ustřeleným po přímém zásahu řízené střely. Mimo jiné i proto dochází i přes hlasy jejich odpůrců k jejich modernizaci, čímž vznikl na západě A-10C a v Rusku Su-39.
Jak Su-25/39 tak A-10 se pohybují těsně nad terénem, piloti A-10 podle vlastních slov dokonce létali nad cestami pod úrovní vrcholků stromů.

### Výčet nejznámějších typů
- Hawker Typhoon – Hawker Aircraft
- North American A-36 Apache – North American
- Iljušin Il-2 Šturmovik – Iljušin
- Grumman A-6 Intruder – Grumman
- Fairchild Republic A-10 Thunderbolt II – Fairchild
- Suchoj Su-7/Su-17/20/22 – OKB Suchoj
- Suchoj Su-25/Su-39 – OKB Suchoj

Poznámka: v seznamu jsou jen specializované bitevní letouny. Stíhací bombardéry jako byl například Republic P-47 Thunderbolt, Hurrybomber, popř. taktické bombardéry od fy. Dassault v něm nejsou.
Bitevní letouny se dnes využívají hlavně k podpoře jednotek proti povstalcům, a to především v Čečně, Afghánistánu a Iráku, kde slaví značné úspěchy.